# Battaglia di Salvore
La battaglia di Salvore, chiamata anche battaglia navale di punta San Salvatore, fu un conflitto avvenuto nel 1177 tra la Repubblica di Venezia e il Sacro Romano Impero.
La battaglia confermò ancora una volta la supremazia veneziana nell'Adriatico, che venne celebrata dal Tintoretto in un maestoso dipinto presso il palazzo ducale di Venezia e da Spinello Aretino in un affresco del Palazzo Pubblico di Siena.
Peraltro, secondo alcune fonti, tale asserito scontro navale non sarebbe mai realmente avvenuto, dal momento che la disputa avrebbe trovato soluzione per via diplomatica con la Pace di Venezia siglata il giorno dell'Ascensione dello stesso anno.

## Contesto
La battaglia si svolse tra Pirano e Parenzo, nelle acque al largo di Punta Salvore (oggi in croato Savudrija) tra la flotta veneziana guidata dal doge Sebastiano Ziani e da Nicola Contarini contro la flotta del Sacro Romano Impero capitanata da Ottone I di Borgogna, figlio dell'imperatore Federico Barbarossa, il quale fu altresì presente durante la battaglia.
Durante le guerre tra il Sacro Romano Impero e le città della Lega lombarda alleate con papa Alessandro III, l'imperatore Federico Barbarossa venne provocato dall'ulteriore accordo tra la Repubblica di Venezia e il papato. L'imperatore allestì pertanto una flotta di 75 galere, con il supporto della Repubblica di Genova e dalla Repubblica di Pisa.

## Battaglia
Essendo giunta notizia che la flotta imperiale stava navigando nel Mare Adriatico, il doge si preparò allo scontro, nascondendosi con una flotta di 30 galere nel vallone di Pirano: appena avvestati i nemici, il doge li attaccò improvvisamente, cogliendoli di sorpresa e vincendo dopo sei ore di battaglia. I veneziani riuscirono così a catturare 45 navi avversarie e ad affondarne molte altre, nonché a far prigioniero il comandante avversario Ottone. Nel bel mezzo della battaglia, la nave dell'imperatore invece riuscì a fuggire e Federico Barbarossa trovò rifugio all'interno di una cisterna romana sulla spiaggia. Da allora la località prese il nome di "Salvore", ovvero "Re salvato".

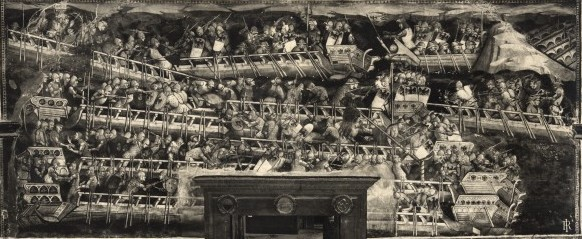
Spinello Aretino, Battaglia navale di punta San Salvatore in Istra tra veneziani e imperiali (Sala di Balìa del Palazzo Pubblico di Siena)

Per ricompensare i servizi offerti da Venezia nella lotta contro l'imperatore Federico Barbarossa, papa Alessandro III donò alla città il proprio anello pontificio, il quale venne utilizzato nella tradizionale cerimonia dello sposalizio del mare.

## Disputa sulla veridicità dell'evento
La battaglia venne narrata all'inizio del XIV secolo dal mantovano Bonincontro dei Bovi, notaio presso la Repubblica Venezia, nell'opera Hystoria de discordia et persecutione quam habuit Ecclesia cum imperatore Federico Barbarossa tempore Alexandri tercii summi pontificis et demum de pace facta Veneciis et habita inter eos.
Il cardinale Cesare Baronio, nei suoi Annali Ecclesiastici del 1588, e lo storico Felice Cantelori misero in dubbio che la battaglia fosse stata combattuta, sul presupposto che non ve n'è traccia nelle cronache dell'epoca, in particolare quelle scritte da un autore anonimo di una biografia di papa Alessandro III e da Romualdo II Guarna, arcivescovo di Salerno e ambasciatore di Guglielmo II di Sicilia durante la pace di Venezia.
Tuttavia, in un saggio di Cristoforo Tentori nel 1785 le ipotesi del cardinal Baronio vengono ritenute prive di fondamento, poiché basate su "manoscritti di dubbia autorità", laddove esistono altre testimonianze, documenti e opere d'arte che certificano che la battaglia è avvenuta realmente.
La cattura di Ottone, figlio del Barbarossa, potrebbe essere stata mediata dall'episodio avvenuto a Fossalta nel 1249, quando i Bolognesi catturarono re Enzo.

## Nella cultura

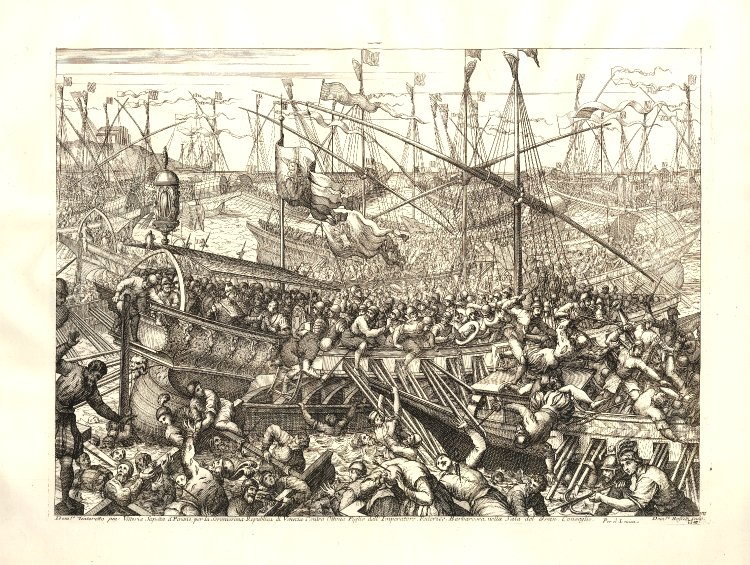
Domenico Rossetti, Vittoria sequita a Pirano, per la Serenissima Republica di Venecia contro Ottone figlio dell'Imperatore Federico Barbarossa nella Sala del Gran Consiglio (incisione, 1720)

Presso la chiesa di San Giovanni a Salvore (oggi in croato Savudrja) era presente una lapide (distrutta nel 1826) che ricordava la battaglia:
Nel Palazzo Ducale di Venezia è presente un dipinto di Domenico Tintoretto, eseguito nel 1605 in sostituzione di un dipinto di Gentile da Fabriano del 1409 e andato distrutto nel XVI secolo a seguito di un incendio. Analogo dipinto del Tintoretto era presente nel municipio di Pirano, ma per disposizione del barone Francesco Maria Carnea Steffaneo - Commissario aulico Plenipotenziario imperiale per Istria, Dalmazia e Albania fra il 1801 e il 1804 - esso fu ceduto nel 1802 alle collezioni di Vienna in cambio di un ritratto dell'Imperatore Francesco II. Di questa grande opera del Tintoretto che misurava 11 piedi di altezza per 21 di larghezza se ne sono in seguito perse le tracce.
Nel Palazzo Pubblico di Siena, il pittore Spinello Aretino realizzò nella Sala di Balìa un affresco sulla Battaglia navale di punta San Salvatore in Istra tra veneziani e imperiali, parte del ciclo di affreschi sulle Storie di papa Alessandro III.
Fino alla fine del XIX secolo, la battaglia veniva commemorata a Salvore nel giorno Ognissanti.